# Palácio Mariinsky
Nota - se procura o palácio homónimo em Kiev veja Palácio Mariyinsky.

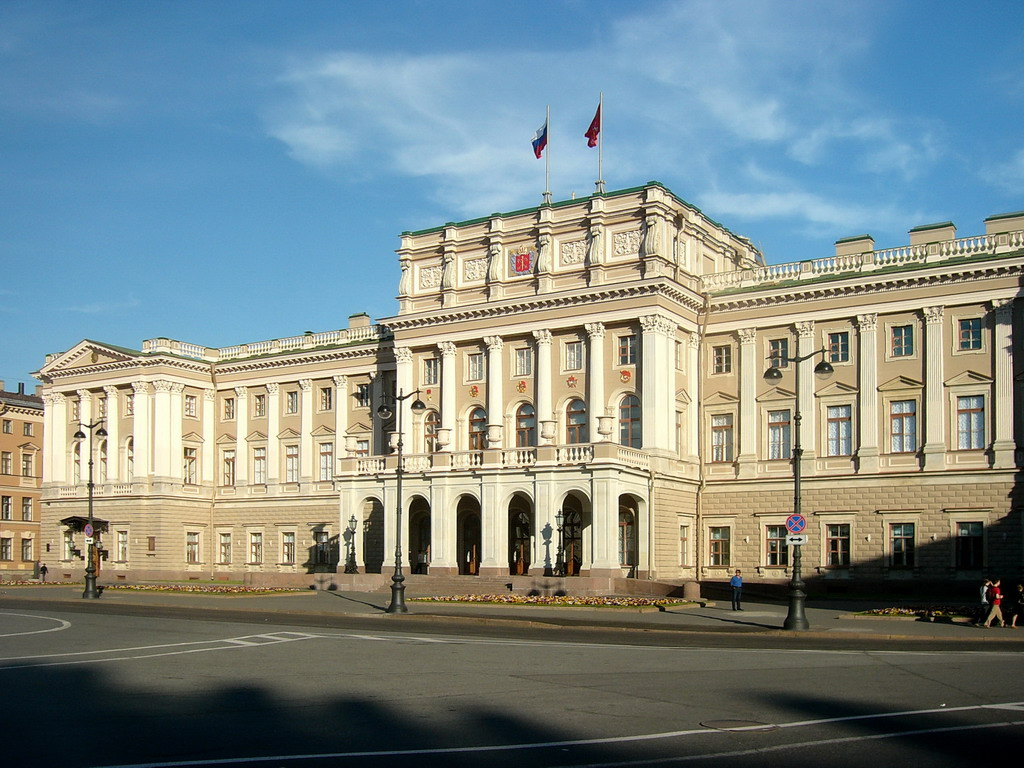
Fachada do Palácio Mariinsky, executada num arenito local.

O Palácio Mariinsky, também conhecido como Palácio Maria (em russo: Мариинcкий дворец), foi o último Palácio Imperial neoclássico a ser construído em São Petersburgo, na Rússia. Foi edificado entre 1839 e 1844 segundo um desenho do arquitecto da Corte Andrei Stackensneider.
O palácio situa-se no lado sul da Praça de Santo Isaac, estando ligado à Catedral de Santo Isaac, na margem oposta do Rio Moika, pela Ponte Azul (99 metros de largura). 

## História
No século XVIII, a parcela de terreno onde se ergue o Palácio Mariinsky pertencia a Zakhar Tchernyshov e continha o seu próprio palácio (construído entre 1762 e 1768), o qual foi ocasionalmente cedido ao Príncipe de Condé e a outros estrangeiros ricos em visita à capital russa. Entre 1825 e 1839, o palácio de Tchernyshov albergou uma escola militar, onde Mikhail Lérmontov estudou durante dois anos.
O palácio desenhado por Stackensneider foi concebido pelo Imperador Nicolau I como um presente para a sua filha, a grã-duquesa Maria Nikolaevna da Rússia, por ocasião do seu casamento com Maximiliano de Beauharnais, duque de Leuchtenberg, filho de Eugénio de Beauharnais.

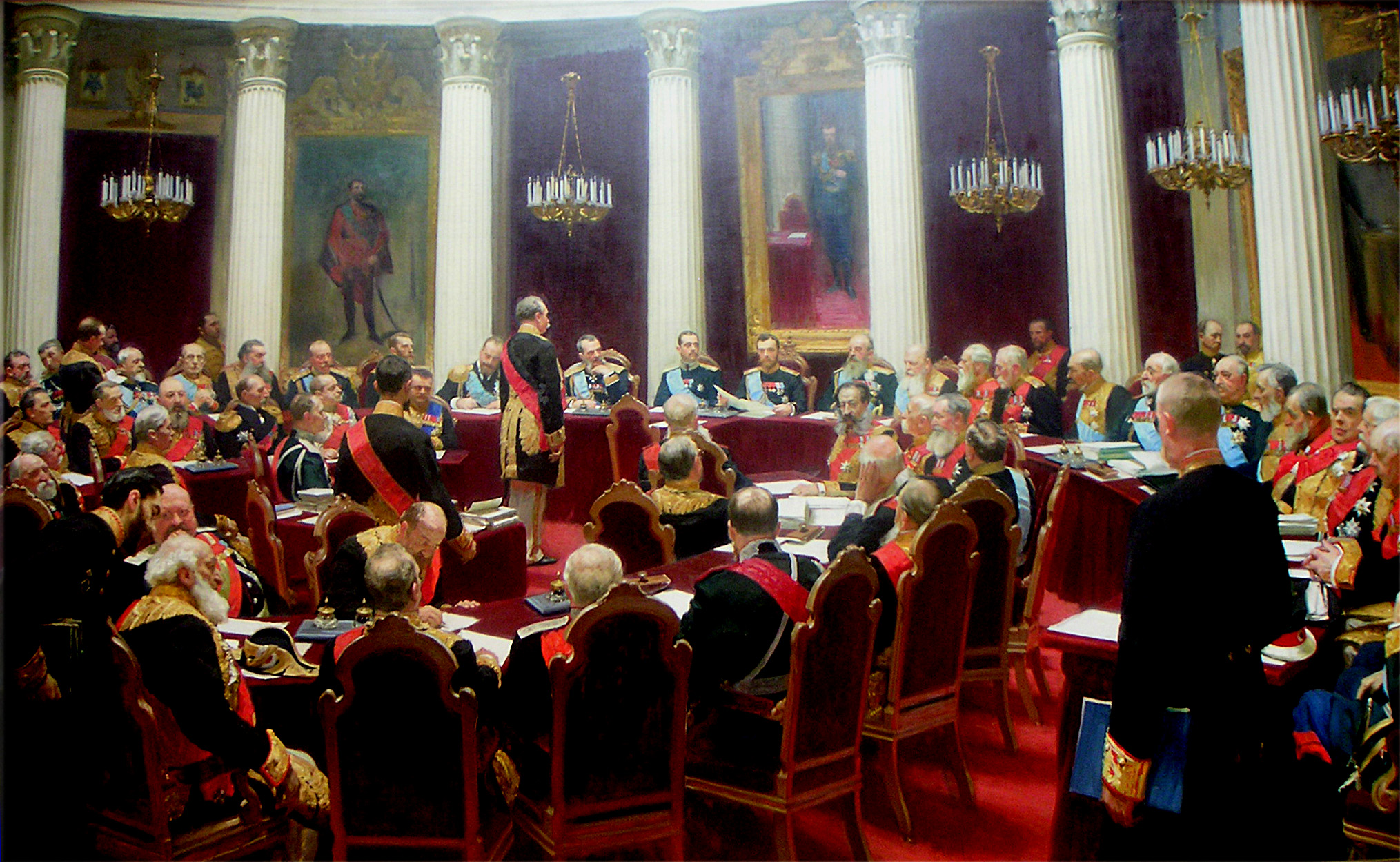
Sessão do centenário do Conselho de Estado, em 5 de Maio de 1901, representada num quadro de Ilya Repin, actualmente exibido no Museu Russo.

Embora a fachada castanho avermelhada seja elaboradamente rusticada e apresente colunas coríntias dispostas num modo tradicionalmente neoclássico, o conjunto do desenho foi inspirado pelo barroco francês do século XVII. Outras influências ecléticas são evidentes nos detalhes renascentistas da ornamentação exterior e da secoração interior, com cada sala principal desenhada num diferente estilo histórico.
O Palácio Mariinsky regressou às mãos do Imperador em 1884 e permaneceu propriedade Imperial até 1917, alojando o Conselho de Estado da Rússia Imperial e a Chancelaria de Estado. A grande galeria destinada às sessões do Conselho de Estado foi desenhada por Leon Benois em 1906. No dia 2 de Abril de 1902, um terrorista assassinou o Ministro do Interior, Dmitry Sipyagin, no sumptuoso vestíbulo. 
O Governo Provisório saído da Revolução de Fevereiro tomou posse total do palácio em Março de 1917 e deu-o ao Conselho da República Russa, também conhecido como pré-parlamento. Depois da Revolução de Outubro, o palácio alojou vários ministérios e academias soviéticos. Durante a Grande Guerra Patriótica, o palácio serviu como hospital e foi sujeito a intensos bombardeamentos. Depois do final da guerra, o edifício tornou-se residência do Soviet de Leningrado, sucedico pela Assembleia Legislativa de São Petersburgo em 1994.

## Galeria de imagens do Palácio Mariinsky

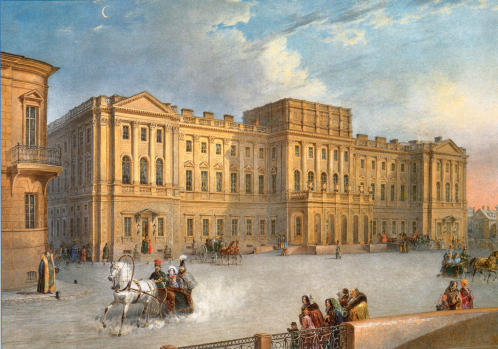
O Palácio Mariinsky em 1849.
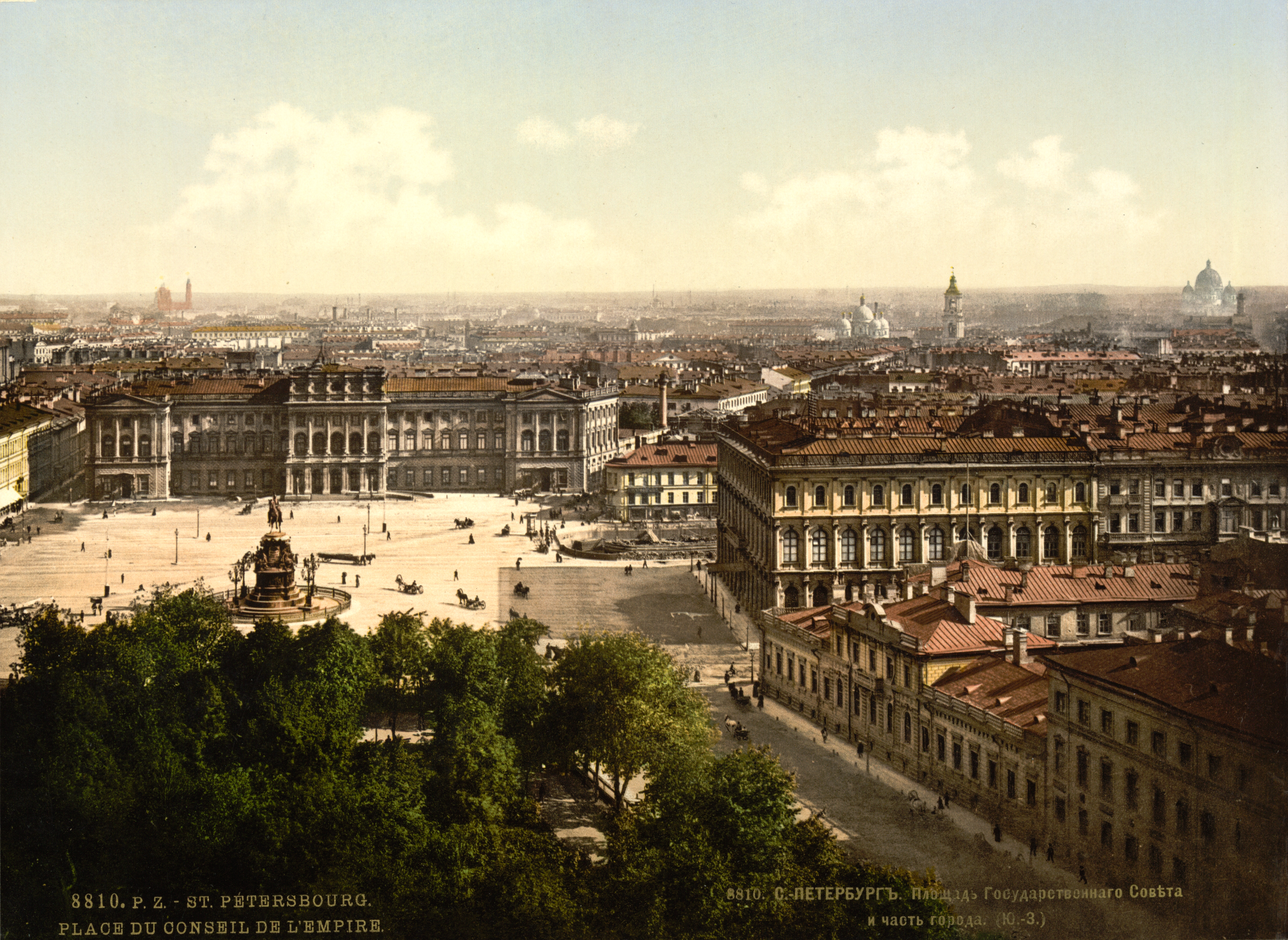
O Palácio Mariinsky no início do século XX.
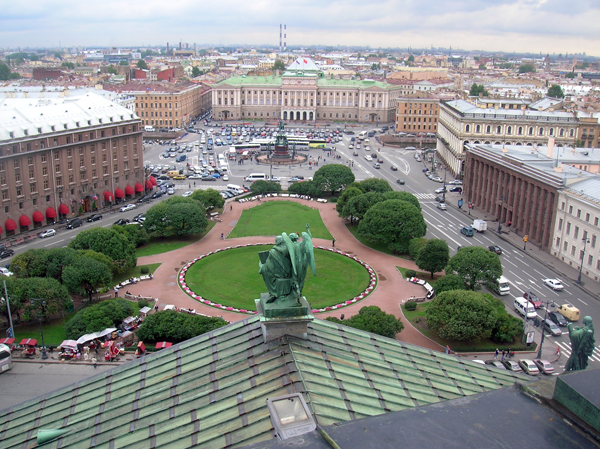
A Praça de Santo Isaac e o Palácio Mariinsky vistos do alto da Catedral de Santo Issac.
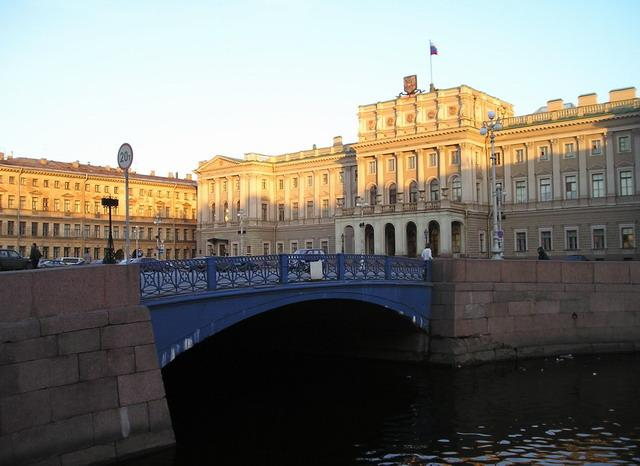
Ponte Azul e fachada do Palácio Mariinsky.